# 海蘭丁 (明尼蘇達州)
海蘭丁（英語：Highlanding）是位於美國明尼蘇達州彭寧頓縣海蘭丁鎮區的一個非建制地區。

## 歷史
海蘭丁得名自其較高的地勢。海蘭丁的郵局於1905年設立，其後於1935年停運。

## 地理
海蘭丁所處的海拔為高於海平面353米（即1158英呎），而該地所採用的時區為UTC-6，即北美中部時區（CST）。同時該地設有夏令時間，為UTC-6調快一小時，即UTC-5（CDT）。